# Cinzia Bruno
Cinzia Bruno (Roma, 20 maggio 1957) è un'attrice italiana.

## Biografia
Ha iniziato la sua carriera a soli 3 anni: durante l'infanzia ha interpretato vari film in costume come I normanni, Ercole sfida Sansone, Sansone contro il corsaro nero ; ha inoltre partecipato al film Una vita difficile con Alberto Sordi e l'anno successivo è tornata a lavorare con lo stesso Sordi nel film Mafioso interpretando il ruolo di sua figlia.
Nella prima metà degli anni sessanta ha iniziato ad apparire in televisione partecipando agli sceneggiati I miserabili, La cittadella, Questa sera parla Mark Twain. Nel corso degli anni ha reso parte ai film Il bacio di una morta, Soldati e caporali con Tony Renis, Io uccido, tu uccidi con Andrea Checchi e Giusi Raspani Dandolo, La polizia è al servizio del cittadino? con Enrico Maria Salerno, L'etrusco uccide ancora, Il saprofita con Valeria Moriconi. 
Dai primi sceneggiati ha poi interpretato in tv numerose commedie e miniserie senza trascurare il doppiaggio e la radio, dove ha preso parte a molti degli sceneggiati radiofonici che per anni dalle antenne della Rai hanno tenuto compagnia per un quarto d'ora al giorno agli ascoltatori della mattina. Nel 1990, per un problema alle corde vocali, ha dovuto abbandonare l'attività artistica e si è dedicata al turismo, aprendo un'agenzia di viaggi.

## Filmografia parziale

### Cinema
- Rosmunda e Alboino, regia di Carlo Campogalliani (1961)
- Una vita difficile, regia di Dino Risi (1961)
- Mafioso, regia di Alberto Lattuada (1962)
- I normanni, regia di Giuseppe Vari (1962)
- Ercole sfida Sansone, regia di Pietro Francisci (1963)
- Sansone contro il corsaro nero, regia di Luigi Capuano (1964)
- Soldati e caporali, regia di Mario Amendola (1965)
- Il tormento e l'estasi (The Agony and the Ecstasy), regia di Carol Reed (1965)
- Io uccido, tu uccidi - episodio Giochi acerbi, regia di Gianni Puccini (1965)
- La scoperta, regia di Elio Piccon (1968)
- Il giardino dei Finzi Contini, regia di Vittorio De Sica (1970)
- L'etrusco uccide ancora, regia di Armando Crispino (1972)
- La polizia è al servizio del cittadino?, regia di Romolo Guerrieri (1973)
- San Michele aveva un gallo, regia di Paolo e Vittorio Taviani (1973)
- Il saprofita, regia di Sergio Nasca (1974)
- Il bacio di una morta, regia di Carlo Infascelli (1974)
- San sha ben tan xiao fu xing, regia di See-Yuen Ng (1976)

### Televisione
- I miserabili, regia di Sandro Bolchi (1964)
- La cittadella, regia di Anton Giulio Majano (1964)
- David Copperfield, regia di Anton Giulio Majano (1965)
- Questa sera parla Mark Twain, episodio Il Disco Rosso, regia di Daniele D'Anza (1965)
- Ricordo la mamma, regia di Guglielmo Morandi (1969)
- Il dono di Elisabetta, regia di Massimo Scaglione (1969)
- Memorie lontane, regia di Alessandro Brissoni (1970)
- Sì, vendetta..., regia di Mario Ferrero (1974)
- L'assassinio dei fratelli Rosselli, regia di Silvio Maestranzi (1974)
- Di sopra una notte, regia di Davide Montemurri (1974)
- Il principe e la ballerina, regia di Mario Ferrero (1974)
- Senza uscita, regia di Salvatore Nocita (1975)
- Da dove vieni, regia di Edmo Fenoglio (1977)
- Delitto sulle punte, regia di Pino Passalacqua (1977)
- Quaderno proibito, regia di Marco Leto (1980)
- La moglie di Sua Eccellenza, regia di Mario Ferrero (1981)

## Teatro
- La piccola fiammiferaia, regia di Marco Visconti (1966)
- Il cavadenti indiano, regia di Riccardo Cavallo (1993)
- Gente di Dublino, regia di Riccardo Cavallo (1998)